# San Francisco (Córdoba)
San Francisco is een plaats in het Argentijnse bestuurlijke gebied  San Justo in de provincie Córdoba. De plaats telt 58.588 inwoners.
De plaats is sinds 1961 de zetel van het rooms-katholieke bisdom San Francisco.

## Geboren in San Francisco (Córdoba)
- Fanny Edelman (1911-2011), politica
- Gabriela Mosca (1969), tennisspeelster
- Jorgelina Cravero (1982), tennisspeelster
- Luciano Ribodino (1994), motorcoureur